# Simon Stephens
Pour les articles homonymes, voir Stephens.
Simon Stephens, né le 6 février 1971 à Stockport, dans le Grand Manchester, est un dramaturge et traducteur britannique.

## Biographie
Il fait ses études supérieures à l'Université d'York où il obtient un diplôme en Histoire. Il se destine ensuite à l'enseignement, vit plusieurs années à Édimbourg, en Écosse, où il suit des cours de pédagogie, et devient un temps professeur avant de tout abandonner pour se consacrer entièrement à l'écriture dramatique.
Au début de sa carrière, il écrit deux pièces radiophoniques pour la BBC et Radio 4 : 
- Five Letters Home to Elisabeth (2001)
- Digging (2003)

Auteur associé au Royal Court Theatre à Londres jusqu’en 2005, il travaille ensuite avec le Royal National Theatre, le Toneelgroep Amsterdam, ainsi que le théâtre et la philharmonie d’Essen, en Allemagne, pays où il est beaucoup joué.
Son œuvre dramatique appartient en partie au mouvement du Théâtre « In-Yer-Face » et son style n'est pas sans rappeler l'auteur londonien Dennis Kelly. Sa pièce la plus connue demeure The Curious Incident of the Dog in the Night-Time (2010), d'après le roman Le Bizarre Incident du chien pendant la nuit de Mark Haddon. Après des productions en Angleterre et en Allemagne, la pièce est montée sur Broadway en septembre 2014.
Pour la télévision, il donne des adaptations de ses pièces The Curious Incident of the Dog in the Night-Time, de Motortown et une version abrégée de Pornography pour Channel 4 en 2009. Il a aussi écrit pour la télévision une courte pièce originale, intitulée Cargese, en 2013.
Traducteur depuis le norvégien, il a donné des versions anglaises de I Am the Wind (Je suis le vent) de Jon Fosse, mise en scène par Patrice Chéreau, et de A Doll's House (Une maison de poupée), la célèbre pièce d'Henrik Ibsen.

## Œuvre

### Théâtre
- 1998 : Bluebird
- 2001 : Herons
- 2002 : Port
- 2003 : One Minute
- 2004 : Country Music
- 2004 : Christmas
- 2005 : On the Shore of the Wide World
- 2006 : Motortown
- 2007 : Harper Regan
- 2007 : Pornography Publié en français sous le titre Pornographie, traduit par Séverine Magois, Paris, MCR, 2010  (ISBN 978-2-913768-12-3)
- 2008 : Sea Wall
- 2009 : Punk Rock
- 2010 : T5
- 2010 : The Trial of Ubu
- 2010 : Marine Parade (pièce musicale - musique composée par Mark Eitzel
- 2010 : A Thousand Stars Explode in the Sky (pièce écrite en collaboration avec David Eldridge et Robert Holman)
- 2012 : The Curious Incident of the Dog in the Night-Time, pièce écrite d'après Le Bizarre Incident du chien pendant la nuit, un roman de Mark Haddon
- 2012 : Morning
- 2012 : London (diptyque regroupant les pièces Sea Wall et T5)
- 2014 : Birdland
- 2014 : Blindsided
- 2014 : Carmen Distruption
- 2014 : The Cherry Orchard

### Traductions
- 2011 : I Am the Wind (Je suis le vent) de Jon Fosse
- 2012 : A Doll's House (Une maison de poupée) d'Henrik Ibsen

## Récompenses
- 2001 : Prix Pearson de la meilleure pièce pour Port
- 2002 : Nomination au Prix Olivier du meilleur jeune dramaturge pour Herons
- 2006 : Prix Laurence Olivier de la meilleure pièce pour On the Shore of the Wide World
- 2007 : Motortown élue meilleure pièce étrangère par Theater Heute
- 2010 : Nomination au TMA Awards de la meilleure pièce pour Punk Rock